# Radicale ossidrile
Il radicale idrossile è un radicale ossidante di formula ·OH naturalmente presente nell'atmosfera e nell'organismo umano.
Molti dei radicali ossidrili importanti sono prodotti dalla decomposizione dei perossidi (ROOH) o, nella chimica atmosferica, nella reazione di ossigeno atomico eccitato con una molecola di acqua. Altrettanto importante è il radicale che si forma nella chimica delle radiazioni, in quanto questo porta alla formazione del perossido di idrogeno e ossigeno.
Nella sintesi organica, i radicali sono usualmente generati dalla fotolisi di 1-idrossi-2(1H)-piridinatione.

## Reattività nell'atmosfera
Si può formare in vari modi:
- Fotolisi dell'acqua:

H2O + hν → ·OH + H·
- Fotolisi dell'acido nitroso:

HNO2 + hν → ·OH + NO
- Fotolisi dell'ozono

O3 + hν → O2 + O·

O· + H2O → 2 ·OH
- In presenza di smog fotochimico:

CH4 + O· → ·OH + ·CH3

HClO + hν → ·OH + ·Cl
Queste reazioni sono favorite dalla temperatura e dall'irraggiamento solare per cui il radicale ossidrile è presente in maggior concentrazione ai tropici. Nell'emisfero boreale è presente in quantità minori rispetto all'emisfero Sud data la maggior presenza di monossido di carbonio antropogenico perché questo lo consuma secondo la reazione:
Il radicale ossidrile prende parte all'ossidazione di molte sostanze inquinanti presenti nella troposfera, da cui il nome di radicale spazzino.
La prima reazione con molti composti organici volatili (VOCs o COV) prevede la rimozione di un atomo di idrogeno a formare acqua e un radicale alchilico (R·)
HO· + RH → H2O + R·
Il radicale alchilico reagisce tipicamente in modo molto rapido con una molecola di ossigeno a formare un radicale peridrossile.
R· + O2 → RO2·
Il destino di questo radicale dipende da fattori quali la quantità di luce del sole, l'inquinamento nell'atmosfera e la natura del radicale alchilico che si forma.
Inoltre degrada anche molecole più semplici:
HCl + ·OH → ·Cl + H2O
SO2 + ·OH → HSO3·
CO + ·OH → HCOO·
CH4 + ·OH → ·CH3 + H2O
NH3 + ·OH → ·NH2 + H2O
H2S + ·OH → HS· + H2O
CH3Cl + ·OH → ·CH2Cl + H2O
NO2 + ·OH → HNO3
Quest'ultima reazione riveste un ruolo molto importante nella formazione del buco dell'ozono, in quanto l'acido nitrico è il catalizzatore che attiva gli inquinanti affinché reagiscano distruggendo l'ozono.

## Importanza biologica
Il radicale idrossilico ha una emivita molto breve in vitro (circa 10−9 secondi) e presenta un'alta reattività. Pertanto è un composto molto pericoloso per l'organismo.
A differenza dei superossidi, che possono essere detossificati dalla superossido dismutasi, i radicali idrossilici non possono essere eliminati da una reazione enzimatica, in quanto si necessiterebbe della loro diffusione al sito attivo dell'enzima. In considerazione del fatto che la diffusione è molto più lenta dell'emivita della molecola, essa reagirà con ogni composto ossidabile a sua disposizione.
Virtualmente possono essere danneggiati tutti i tipi di macromolecole: carboidrati, acidi nucleici (si parla di mutazione), lipidi (perossidazione dei lipidi) e amminoacidi (conversione della fenilalanina in meta-tirosina o orto-tirosina). L'unico mezzo per proteggere le strutture cellulari è l'uso di antiossidanti quali glutatione o un qualsiasi altro sistema di riparazione efficiente.